# Kovács Zoltán (politikus, 1957)
Kovács Zoltán (Zirc, 1957. december 1. –) politikus, 1998-tól 2025-ig országgyűlési képviselő (Fidesz–KDNP), 1990 és 2011 között Pápa polgármestere, 2011-től 2014-ig Veszprém megyei kormánymegbízott, 2014-től 2018-ig területi közigazgatásért felelős államtitkár.

## Életpályája
A pápai Türr István Gimnáziumban érettségizett, 1982-ben szerzett jogi diplomát a budapesti Eötvös Loránd Tudományegyetem Állam- és Jogtudományi Karán, majd ügyvédi szakvizsgát tett. 1985 és 1990 között ügyvédként dolgozott Pápán. Aktívan sportolt budapesti és pápai labdarúgócsapatokban.

### Részvétele az országos politikában

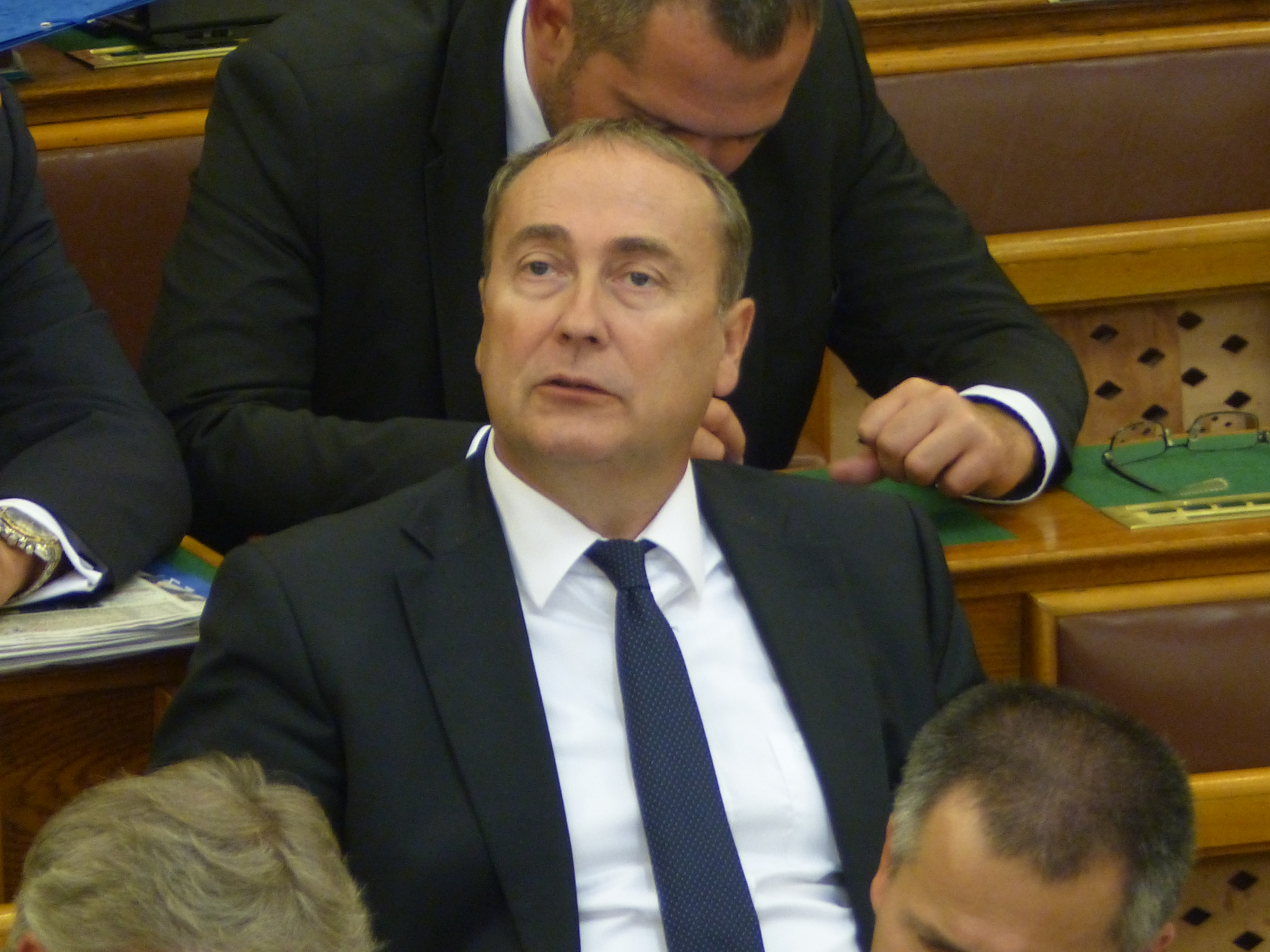
Kovács Zoltán a Parlamentben

1985-ben kapcsolódott be a pápai politikai életbe, ekkor beválasztották Pápa Város Tanácsába. 1988 augusztusában a Fidesz helyi (pápai) szervezetének egyik alapító tagja lett. 1993 óta a Fidesz országos választmányi tagja. 1990-ben és 1994-ben listás képviselőjelölt, de képviselő nem lett. 1997-2000 között a Fidesz pápai elnöke.
Az 1998-as választáson a pápai választókerületben a Fidesz és az MDF közös jelöltjeként egyéni parlamenti mandátumot szerzett. 2000 óta a Fidesz Veszprém megyei elnöke. A 2002-es választáson már az első fordulóban sikerült megvédenie mandátumát Gőgös Zoltán MSZP-s jelölttel szemben. 2003. június 28-án a Fidesz-Magyar Polgári Szövetség Országos Választmányának alelnökévé választották. A 2006-os, a 2010-es, a 2014-es és a 2018-as országgyűlési választáson és a 2022-es országgyűlési választáson is megvédte egyéni mandátumát. 2014-ig Veszprém megyei kormánymegbízott, majd 2014-től területi közigazgatásért felelős államtitkár.

### Önkormányzati tevékenysége
1990. szeptember-októberi önkormányzati választásokon bejutott a pápai képviselő-testületbe. 1990-ben polgármesterré választották Pápán, attól kezdve folyamatosan 2011-ig töltötte be ezt a pozíciót.
1990-1998-ig a Veszprém Megyei Önkormányzat Közgyűlésének tagja, a testület alelnöke, majd tanácsnoka volt. 1998-ban nem indult, de 2002-ben ismét bejutott, az európai integrációs bizottság elnöke lett. 2006-ban újfent bejutott a megyei közgyűlésbe, illetve megválasztották polgármesternek. 2010-ben ismét Pápa polgármesterévé választották, de 2011-től Veszprém megyei kormánymegbízott lett, polgármesteri székét dr. Áldozó Tamás vette át, akit Grőber Attila váltott.

## Külső hivatkozások
- A Pápai Fidesz hivatalos oldalán dr. Kovács Zoltán képviselő-polgármester
- A parlament hivatalos oldalán
- A kormányzat oldalán
- Kovács Zoltán weboldala